# Gianluca Pessotto
Gianluca Pessotto (Latisana, Italija, 11. kolovoza 1970.) je talijanski nogometni trener te bivši nogometaš i nacionalni reprezentativac koji je većinu svoje igračke karijere proveo je u torinskom Juventusu. Danas radi u Juveovoj omladinskoj školi gdje je zamijenio bivšeg suigrača Ciru Ferraru.

## Karijera

### Klupska karijera
Pessotto je započeo igrati nogomet u juniorima AC Milana dok je profesionalni debi ostvario 1989. u Vareseju za koji je u dvije sezone skupio impresivnih 64 prvenstvenih nastupa. Nakon karijere u Masseseju, Bologni i Hellas Veroni, igrač 1994. prelazi u Torino. U klubu je bio standardan igrač te je odlične sezone privukao interes gradskog rivala Juventusa koji ga dovodi 1995.
U klubu je proveo sljedećih 11 godina i to u razdoblju dok je Juventus dominirao talijanskim i europskim nogometom. Tada je s klubom osovjio po četiri scudetta i nacionalna Superkupa dok je 1996. bio prvak Lige prvaka.

### Reprezentativna karijera
Pessotto je za reprezentaciju odigrao 22 utakmice te je s njome nastupio na Svjetskom prvenstvu 1998. te EURU 2000. U polufinalu potonjeg turnira protiv Nizozemske, pitanje pobjednika se odlučivalo izvođenjem jedanaesteraca. Upravo je Pessotto bio jedan od izvođača kaznenih udaraca koji je realizirao penal a Italija je izborila finale gdje je u šokantnoj utakmici izgubila od Francuske. Ironično, David Trezeguet koji je zabio zlatni gol za konačni trijumf Tricolora upravo je kasnije postao Pessottov suigrač u reprezentaciji.

### Trenerska karijera
Pessotto danas radi kao trener Juventusovog omladinskog sastava do 20 godina starosti.

## Privatni život
Nekoliko tjedana nakon prekida igračke karijere, Pessotto je preživio pad s 15 metara visine. Naime, 27. lipnja 2006. je skočio s četvrtog kata Juveovog centra a jer je pokraj njega pronađena krunica, vjeruje se da je pokušao učiniti samoubojstvo nakon što je izbila "afera calciopoli". Zbog te afere u kojoj je otkriveno da je klub sudjelovao u namještanju utamkmica, Juventus je izbačen u Serie B, po prvi puta u svojoj povijesti.
Sam Gianluca Pessotto je od posljedica pada pretrpio višestruke prijelome i unutarnje krvarenje. 17. srpnja 2006. liječnici su uzjavili da ozljede prilikom pada nisu uzrokovale fizičku paralizu ili dugoročno mentalno oštećenje. Nakon oporavka, Pessotto je nastavio s radom u omladinskom pogonu dok je u ljeto 2011. imenovan trenerom Juventusove U20 selekcije zamijenivši bivšeg suigrača Ciru Ferraru.

## Osvojeni trofeji

### Klupski trofeji
| Klub     | Trofej                 | Sezona / godina |
| Italija  | Italija                | Italija         |
| -------- | ---------------------- | --------------- |
| Juventus | Coppa Italia           | 1995.           |
| Juventus | Supercoppa Italiana    | 1995.           |
| Juventus | Liga prvaka            | 1995./96.       |
| Juventus | Superkup Europe        | 1996.           |
| Juventus | Interkontinentalni kup | 1996.           |
| Juventus | Scudetto               | 1996./97.       |
| Juventus | Supercoppa Italiana    | 1997.           |
| Juventus | Scudetto               | 1997./98.       |
| Juventus | Intertoto kup          | 1999.           |
| Juventus | Scudetto               | 2001./02.       |
| Juventus | Supercoppa Italiana    | 2002.           |
| Juventus | Scudetto               | 2002./03.       |
| Juventus | Supercoppa Italiana    | 2003.           |

Naslov talijanskog prvaka kojeg je Pessotto osvojio s Juventusom u svojoj pretposljednjoj sezoni 2004./05. oduzet je klubu tijekom 2006. nakon "afere calciopoli".

### Reprezentativni trofeji
| Turnir                     | Trofej | Godina |
| -------------------------- | ------ | ------ |
| EP u Belgiji i Nizozemskoj | Srebro | 2000.  |

### Ordeni
- Cavaliere Ordine al merito della Repubblica Italiana: 2000.

## Vanjske poveznice
- Transfermarkt.co.uk
- Soccerdatabase.eu